# Jüdischer Friedhof (Hovestadt)

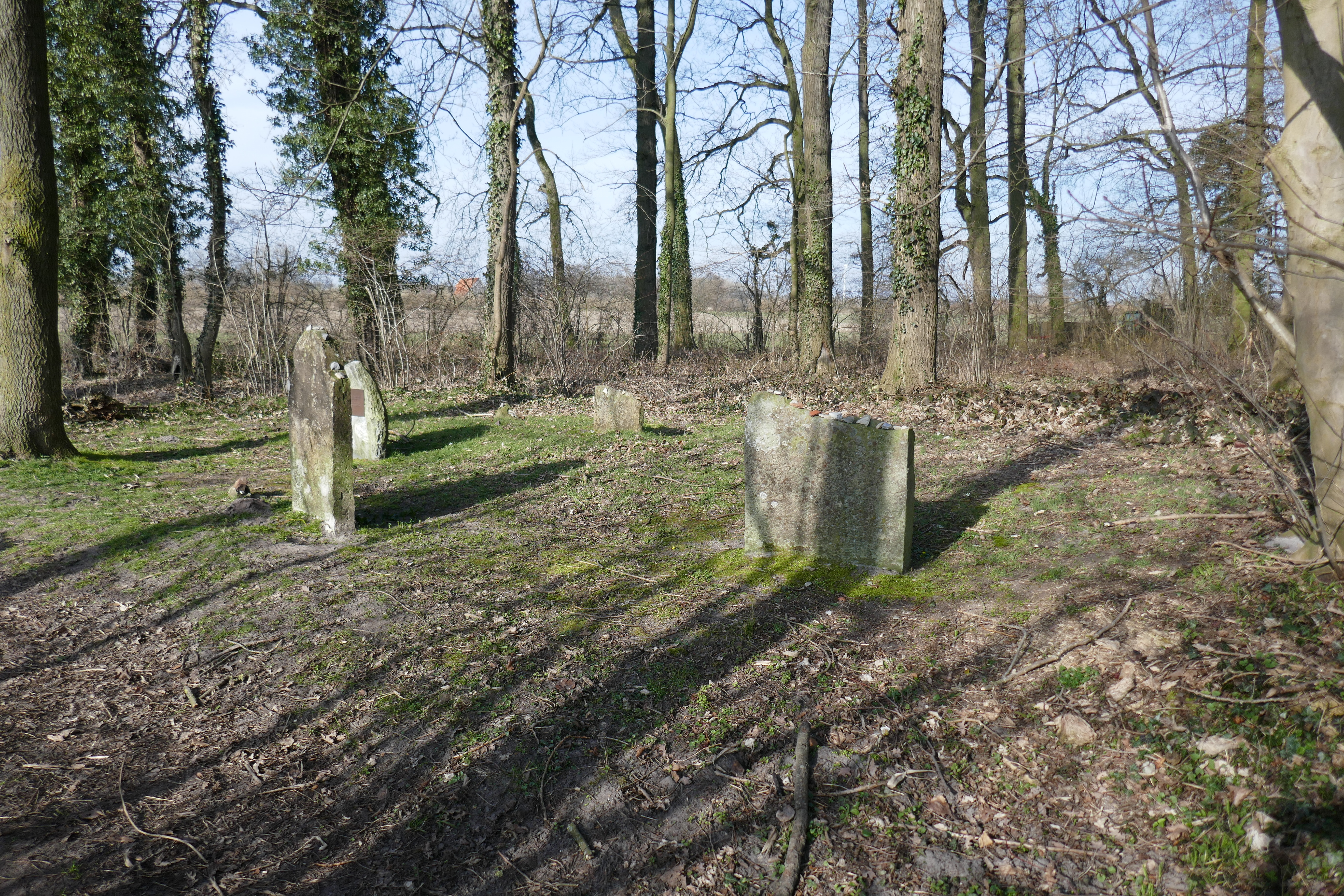
Jüdischer Friedhof Hovestadt (März 2022)

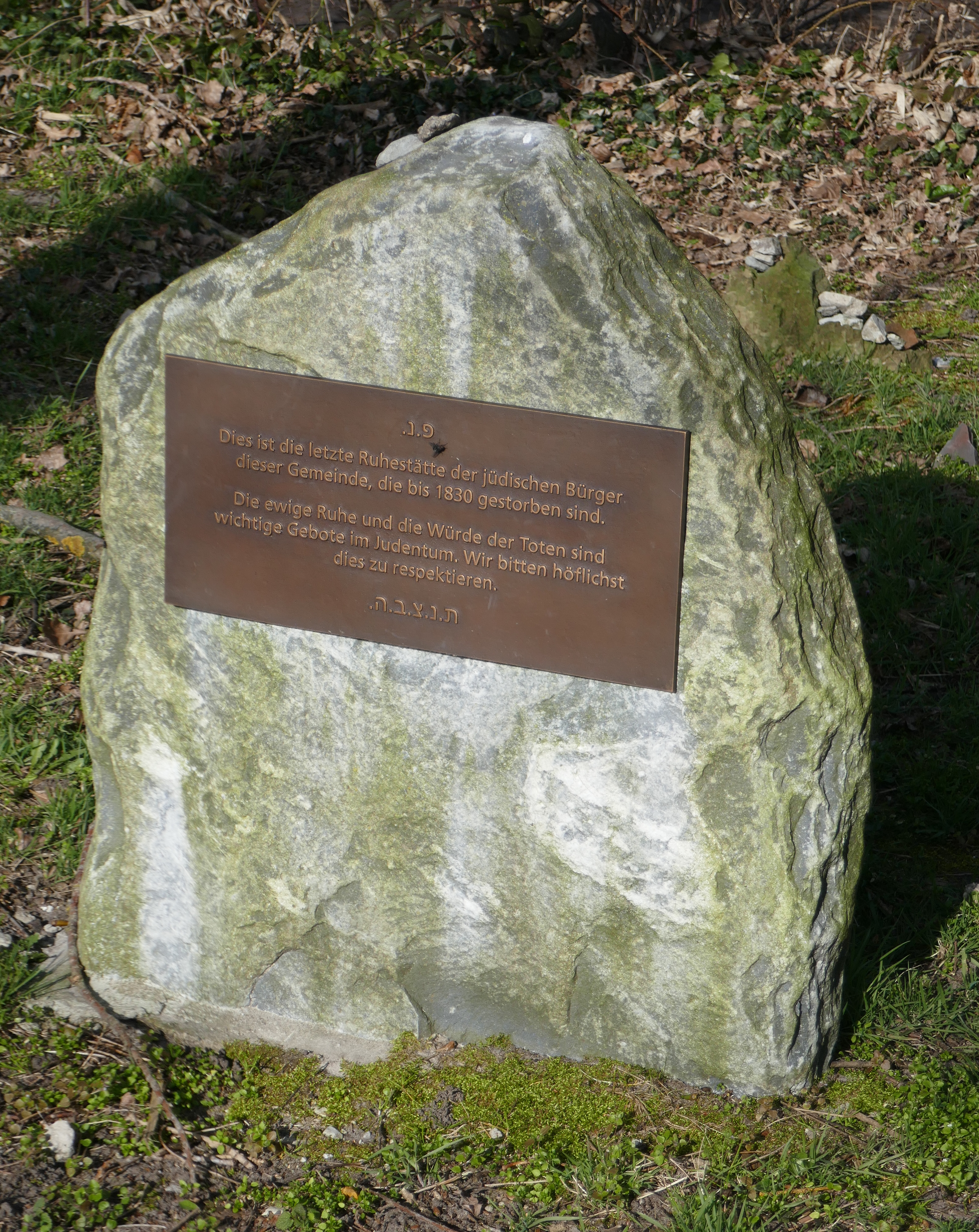
Gedenkstein auf dem jüdischen Friedhof Hovestadt (März 2022)

Der Jüdische Friedhof Hovestadt befindet sich im Ortsteil Hovestadt der Gemeinde Lippetal im Kreis Soest in Nordrhein-Westfalen. Als jüdischer Friedhof ist er ein Baudenkmal und seit dem 20. September 2007 unter der Denkmalnummer A-37 in der Denkmalliste eingetragen.
Der Friedhof „Im Krähenbring“ zwischen der nördlich fließenden Lippe und dem südlich verlaufenden Postweg wurde bis 1830 belegt. Es sind ein Grabstein, zwei Grabstein-Fragmente und ein Gedenkstein erhalten. 